# Legio XXII Primigenia

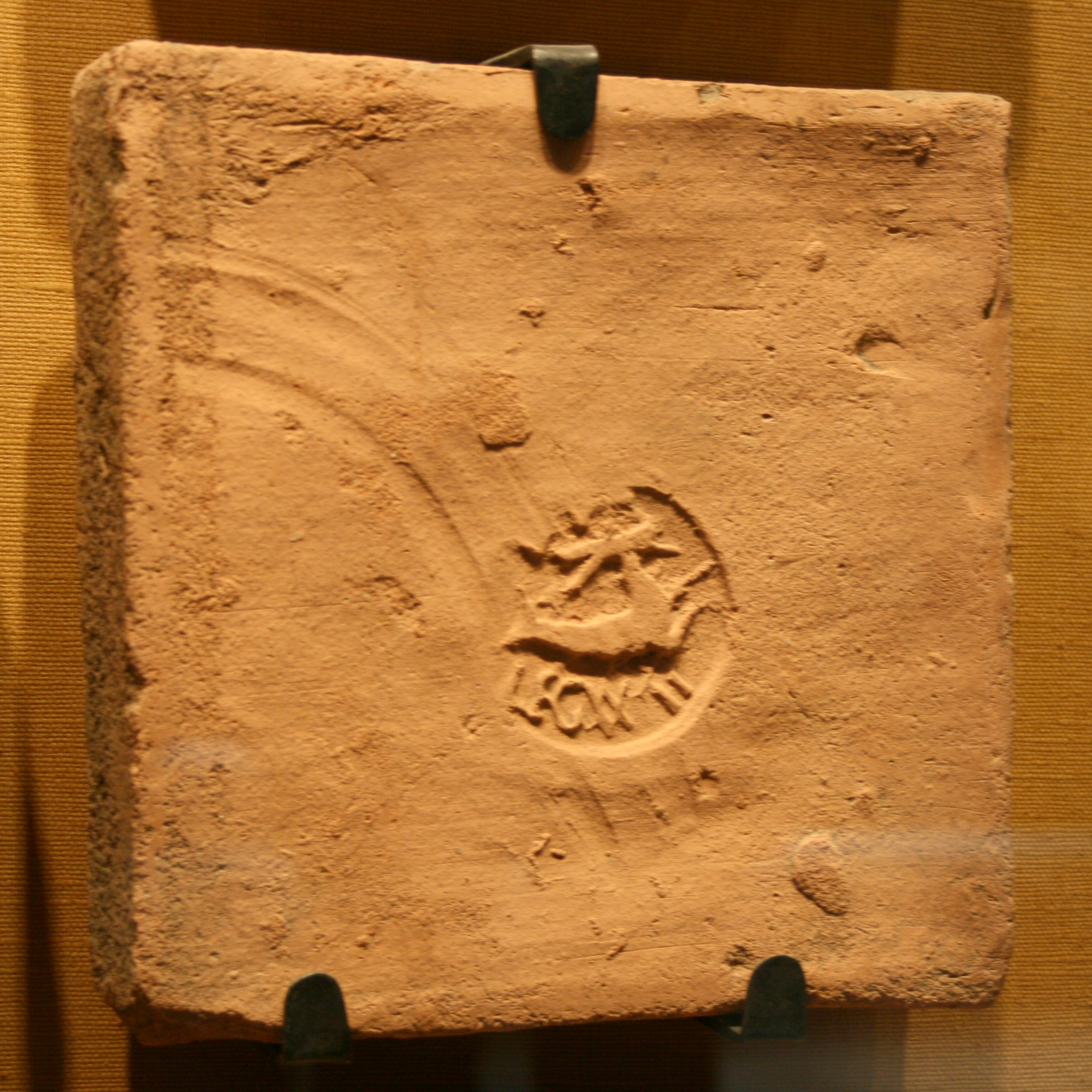
Ziegelstempel der Legion, ausgestellt im Saalburgmuseum Bad Homburg v. d. H.

Die Legio XXII Primigenia war eine Legion der römischen Armee, die wahrscheinlich im Jahr 39 n. Chr. aufgestellt wurde. Berichte über die Legion in Mogontiacum (Mainz) gibt es bis ins 4. Jahrhundert. Legionssymbole waren ein Capricorn (mythologische Gestalt, halb Steinbock, halb Fisch) und der Halbgott Herkules. Der Name Primigenia (lat.: die Ursprüngliche) stellt vermutlich einen Bezug zu einer Erscheinungsform der Göttin Fortuna dar – der im Hauptheiligtum in Praeneste verehrten Fortuna Primigenia.

## Geschichte der Legion

### Julisch-claudische Dynastie
Die Legio XXII Primigenia wurde gemeinsam mit der Legio XV Primigenia von Caligula im Jahr 39 für seinen Feldzug ins unbesetzte Germanien aufgestellt. Zunächst verstärkte sie mit ihrer Schwesterlegion und der Legio IIII Macedonica die Legio XIIII Gemina und Legio XVI Gallica in der Provinz Germania superior. Möglich ist auch eine Aufstellung im Jahr 42, als Claudius für seine Invasion in Britannien weitere Truppen benötigte. Die Aushebung unter Caligula ist jedoch wahrscheinlicher.
Im Jahr 41 besiegte das niedergermanische Heer unter Aulus Gabinius Secundus die Cauchi (Chauken). Die Rückgewinnung des letzten Legionsadlers, der seit der Niederlage in der Varusschlacht (9 n. Chr.) dort war, wurde für so bedeutend gehalten, dass Gabinius das Führen des Beinamens „Cauchius“ erlaubt wurde. „Gabinio Secundo Cauchis gente Germanica superatis cognomen Cauchius usurpare concessit.“
Ab dem Jahr 43 war die XXII Primigenia in Mogontiacum (Mainz) stationiert. Im Frühjahr 68 schlug Lucius Verginius Rufus, der Statthalter Obergermaniens, mit seinen Truppen in der Schlacht bei Vesontio die Rebellion des Gaius Iulius Vindex nieder. Die ihm mehrmals von seinen Soldaten angetragene Kaiserkrone wies er mit der Begründung zurück, er würde nur einen vom Senat gewählten Kaiser anerkennen. Eine Auswertung der Mainzer Inschriften zwischen 43 und 70 n. Chr. ergab, dass 62 % der Legionäre italischer, 33 % gallischer und 5 % norischer Herkunft waren.

### Vierkaiserjahr und Flavische Dynastie

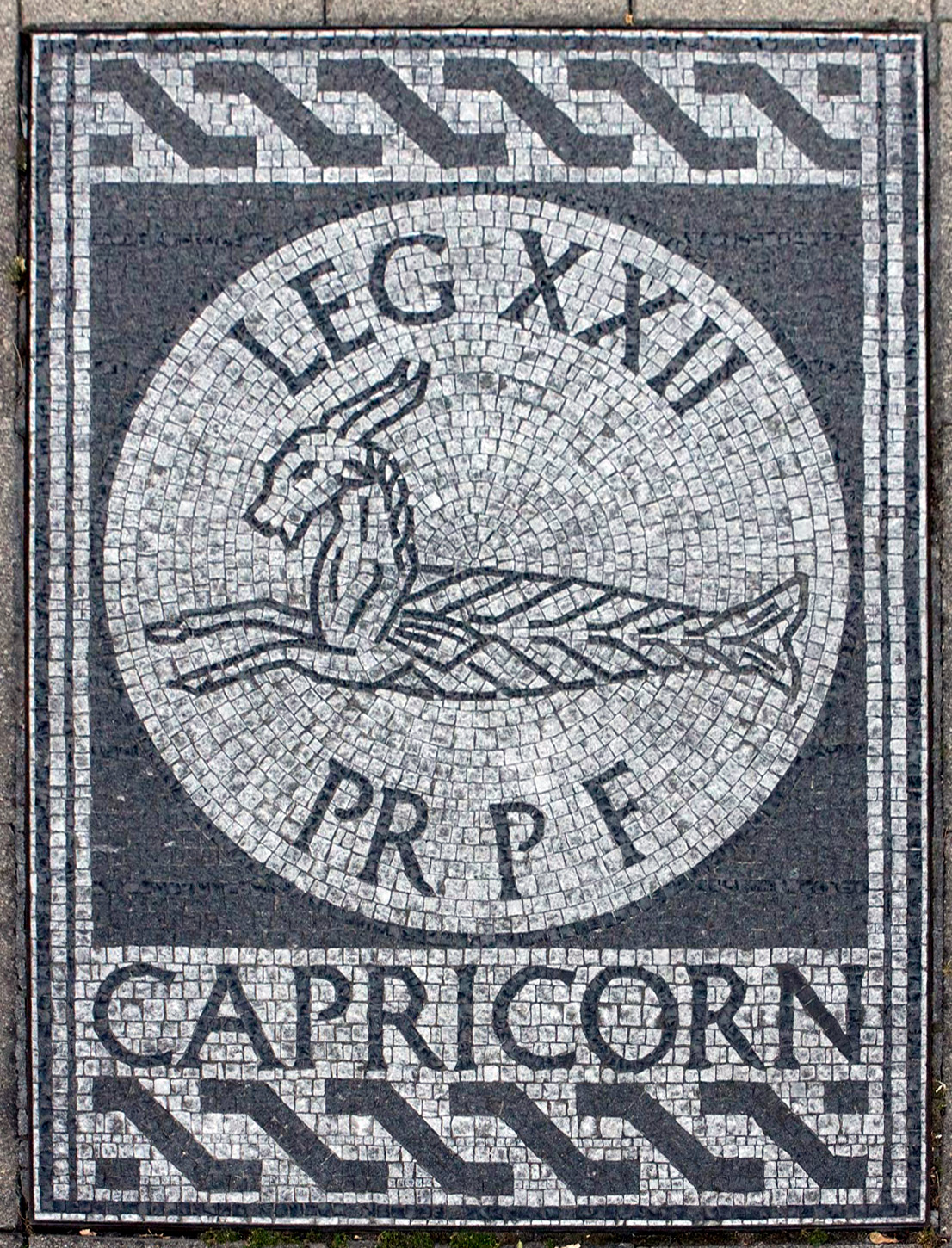
Emblem der Legio XXII Primigenia Pia Fidelis (Historisierendes Bodenmosaik Mainz)

Am 1. Januar 69 rebellierten die Rheinlegionen gegen Galba, wobei die XXII Primigenia zunächst zögerte, dann jedoch gemeinsam mit der IV Macedonica die Kaiserbilder in Mainz niederriss. Vier Centurionen, die ihnen entgegentraten, wurden in Ketten gelegt. Im Vierkaiserjahr unterstützte die Legion die Erhebung des Vitellius zum Kaiser. Ein großer Teil der Legion marschierte mit der Aquila (Legionsadler) nach Italien. Vitellius’ Truppen besiegten die Legionen des in Rom herrschenden Otho in der Ersten Schlacht von Bedriacum und marschierten ohne weiteren Widerstand nach Rom, wo der Senat Vitellius als Kaiser akzeptierte. In der Zweiten Schlacht von Bedriacum wurde Vitellius von Vespasian entscheidend geschlagen. Dann wurde die Legio XXII Primigenia kurzzeitig in Pannonien an der Donau, vermutlich in Carnuntum (Petronell), stationiert.
Die in Niedergermanien zurückgebliebenen Teile der Legion wurden in den Bataveraufstand verwickelt. Die Legio XXII Primigenia wurde unter dem Kommando des Gaius Dillius Vocula von Mogontiacum her in Marsch gesetzt, um die in Vetera (Xanten) eingeschlossenen Legionen XV Primigenia und V Alaudae zu entsetzen. Die Legion vereinigte sich in Novaesium (Neuss) mit der Legio XVI Gallica, wagte aber nicht, weiter in den Raum um das belagerte Vetera vorzudringen, sondern schlug bei Gelduba (Krefeld-Gellep) ein Lager auf. Im Jahr 70 wurde die Legion nach Vetera bei Xanten verlegt, wo sie für zwei Jahrzehnte blieb.
Nachdem der Aufstand des Lucius Antonius Saturninus niedergeschlagen war, verlieh Domitian der Legion im Jahr 89 den Titel Pia Fidelis („pflichtbewusst und treu“), bzw. Pia Fidelis Domitiana. Um das Jahr 92 kehrte sie nach Mainz zurück. Dort besetzte die Legio XXII Primigenia Pia Fidelis als einzige Legion das Legionslager bis Mitte des 4. Jahrhunderts, eventuell in Teilen auch bis zum Anfang des 5. Jahrhunderts. Ihre Aufgabe war die Überwachung der Rheingrenze sowie Teile des Limes. Nach Domitians Tod und dessen „damnatio memoriae“ 96 n. Chr. wurde der Namenszusatz Domitiana gestrichen. Der spätere Kaiser Hadrian war von 97 bis 98/99 einer ihrer Militärtribune. In Aquae Mattiacorum (Wiesbaden) bauten die Legionen I Adiutrix, XIIII Gemina, XXI Rapax und XXII Primigenia in flavischer Zeit die Thermen aus.

### Adoptivkaiser und Antoninische Dynastie
Während der Dakerkriege (101–106) Kaiser Trajans wurde die im Einsatz befindliche Legio I Minervia von einer Vexillation der Legio XXII Primigenia im Lager Bonna vertreten.
Durch einige Weiheinschriften aus dem Brohltal sind Arbeiten der Legion in den dortigen Steinbrüchen nachgewiesen. Unter Kaiser Hadrian (117–138) wurde eine je 1.000 Mann starke Vexillation der Legio VII Gemina, Legio VIII Augusta und der Legio XXII Primigenia zum Bau des Hadrianswalls nach Britannien verlegt. Obwohl die Legion ihr Hauptquartier in Mainz hatte, nahmen Vexillationen von ihr um 140 am Bau des Antoninuswalls in Schottland und am Partherkrieg des Lucius Verus (162–166) teil. Um 170 führte die Legio unter ihrem Legaten Didius Julianus einen erfolgreichen Feldzug gegen die Chatten. Von Commodus (180–192) erhielt die Legion wahrscheinlich den Beinamen Commodiana. Die Lesung der stark verwitterten Inschrift ist jedoch nicht sicher.

### Zweites Vierkaiserjahr und Severer

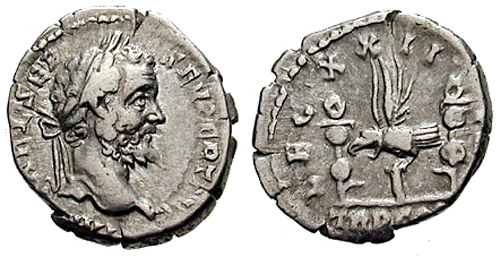
IMP CAE L SEP SEV PERT AVG, LEG XXII PRI, TR P COS
Der Imperator Caesar Lucius Septimius Severus Pertinax Augustus ließ diesen Denar zu Ehren der Legio XXII Primigenia prägen.

Im Bürgerkrieg 196/197 kämpfte die Legion auf der Seite des Kaisers Septimius Severus gegen den Usurpator Clodius Albinus in den Schlachten bei Augusta Treverorum (Trier) und in Lugdunum (Lyon). Seit 197 war eine Vexillation aus Legionären der XXX Ulpia Victrix, I Minervia, VIII Augusta und XXII Primigenia in Lugdunum, der Hauptstadt der drei gallischen Provinzen, stationiert. In den Jahren 197/198 führte Claudius Gallus als praepositus eine Vexillation der vier germanischen Legionen (I Minervia, VIII Augusta, XXII Primigenia und XXX Ulpia) im zweiten severischen Partherkrieg. Im Jahr 208 begleitete die Legion Septimius wahrscheinlich nach Britannien. Im frühen 3. Jahrhundert führte die Legion den Namen Legio XXII Primigenia Pia Fidelis Severiana. Caius Iulius Septimius Castinus, der Legat der Legio I Minervia und späterer Statthalter in Pannonia inferior (208–211) und Dacia (214/215–217), führte als Dux um 207/208 eine Vexillation der vier germanischen Legionen VIII Augusta, XXII Primigenia, I Minervia und XXX Ulpia Victrix gegen Aufrührer und Rebellen in Gallien und Hispanien.

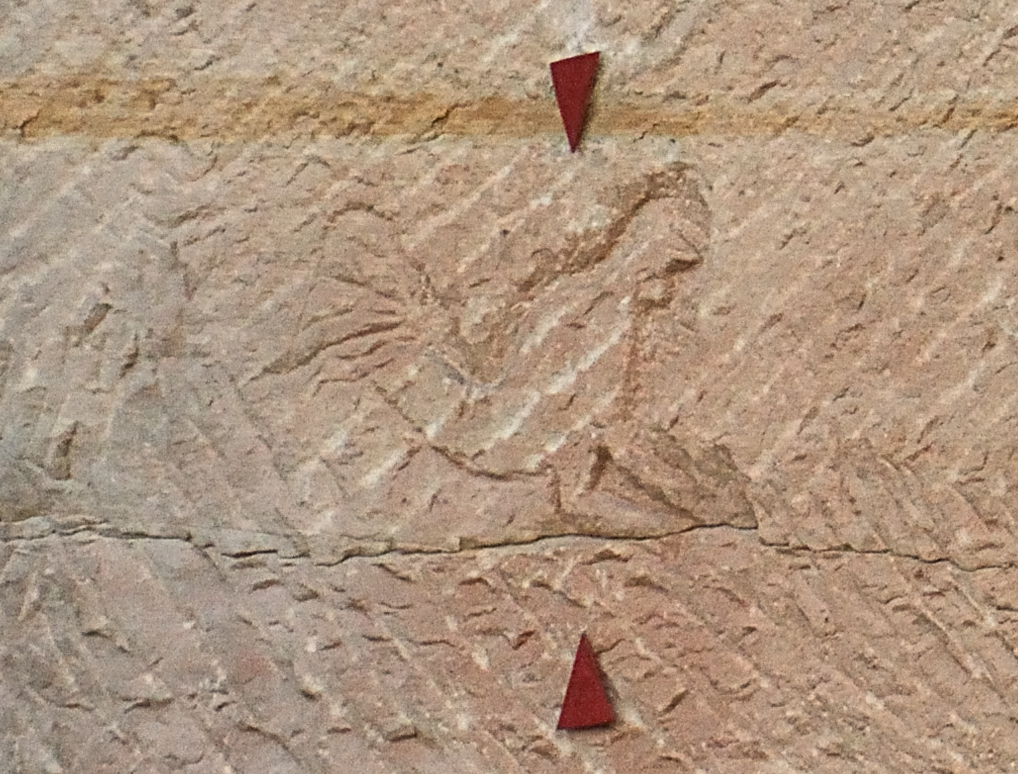
Feldzeichen der 22. Legion, Steinbruch Kriemhildenstuhl

Besonders während der Erbauungszeit des Obergermanischen Limes wurden von der Legion Ziegeleien betrieben, unter anderem in Nied bei Höchst und Rheinzabern (Tabernae). Um etwa 200 betrieb die Legion die Steinbrüche Brunhildisstuhl und Kriemhildenstuhl bei Bad Dürkheim. Im Steinbruch finden sich noch zahlreiche Inschriften und Abbildungen von Feldzeichen. Wohl für Baumaßnahmen am Limes um 214 n. Chr. waren einige Soldaten der Legion zum Holzfällen abkommandiert, worauf die Formel agen[tium in li]/gna(riis)  hinweist, die sich auf einer ganzen Reihe von Weihinschriften am Mainlimes fand.
Unter Caracalla (eigentlich Marcus Aurelius Severus Antoninus 211–217) übernahm die Legion im Jahr 213 in einem Feldzug gegen die Alemannen eine bedeutende Rolle. Ihr wurde der Beiname Legio XXII Primigenia Pia Fidelis Antoniniana verliehen. Unter Severus Alexander (222–235) nahm die Legion an den Feldzügen gegen die Sassaniden um 235 teil, wofür sie den Namen Legio XXII Primigenia Alexandriana Pia Fidelis erhielt. Die Legion war noch während der Angriffe der Alamannen um 233 in Mainz stationiert. Aus der Reihe ihrer Soldaten kam auch der Anführer der Mörder des Kaisers Severus Alexander, Maximinus Thrax, als dieser sich zur Vorbereitung eines Feldzuges gegen die Alamannen in Mainz aufhielt.

### Soldatenkaiser
In den Jahren 247/248 wurde die Legion unter der Führung des Philippus Arabs und des Senators und späteren Kaisers Decius in Dacia (Rumänien) gegen die germanischen Karpen eingesetzt. Sie errichtete dort zum Beispiel die Stadtmauer von Romula (Dobrosloveni) und konnte durch Inschriften in Ulpia Traiana Sarmizegetusa und Dierna (Orșova) nachgewiesen werden.
Münzfunden zufolge erhielt die Legion von Kaiser Gallienus (253–268), wohl für Kämpfe gegen den Usurpator Postumus (260–269), die ehrenden Beinamen Pia VI Fidelis VI (sechsmal pflichtbewusst und sechsmal treu) und Pia VII Fidelis VII. 269 ernannte sich Laelianus, der Befehlshaber der Legion, zum Kaiser des Gallischen Sonderreiches. Die Rebellion dauerte nur 42 Tage, bevor er, vermutlich durch seine eigenen Soldaten, exekutiert wurde. Kaiser Aurelian konnte den abgespaltenen Reichsteil im Jahre 274 wieder dem Imperium eingliedern.

### Spätantike

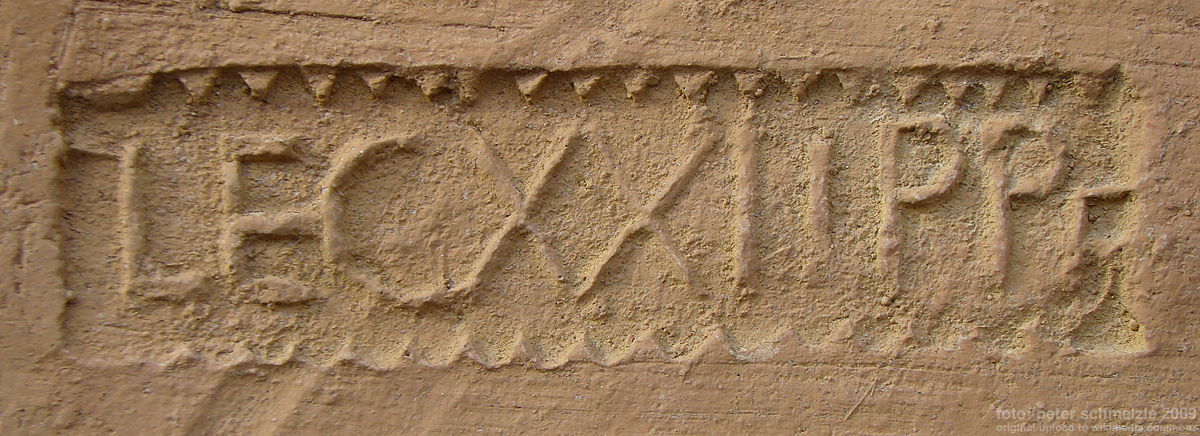
Ziegelstempel P(rimigenia) P(ia) F(idelis) aus Jagsthausen

Um das Jahr 300 war die Legion wohl in mehrere Vexillationen aufgespalten, die neben dem Hauptlager in Mogontiacum ihre Lager vermutlich in Worms, Speyer und Bingen hatten. Eine Vexillation der Legion war vermutlich zwischen 285 und 290 für einen Feldzug Maximians gegen die aufständische Bagauden Galliens oder zur Bekämpfung von Piraten dem Carausius unterstellt worden.
Unter Konstantin dem Großen (306–337) wurde die Rheingrenze weiter befestigt. Neben dem Ausbau des Castellum Mattiacorum (Mainz-Kastel) wurde die XXII. auch bei der Instandsetzung der Thermen von Aquae Mattiacorum (Wiesbaden) eingesetzt. Inschriftlich ist der Beiname Constantiana Victrix (die konstantinische Siegreiche) belegt. Ziegeleien betrieb die XXII. zum Beispiel in Rheinzabern und Worms.
Das rechtsrheinisch gelegene Castrum Divitium (auch Castrum Divitensium, Kastell Deutz) wurde als Brückenkopf zur Grenzsicherung von der Legio XXII Primigenia, den Divitenses, die zum Bau abkommandiert waren, erbaut. Mit dem Bau des aufwendig errichteten Kastells wurde etwa im Jahre 308 gleichzeitig mit der Römerbrücke begonnen. Es wurde nach dem Jahr 312, wahrscheinlich jedoch 315, fertiggestellt.
Nach Meinung einiger Archäologen wurde die XXII Primigenia im Jahr 351 in der verlustreichen Schlacht bei Mursa aufgerieben und danach nicht wieder aufgestellt, da seit der Nennung in konstantinischer Zeit keine weiteren Zeugnisse oder Aktivitäten der Legion überliefert sind. Möglicherweise gingen in Mogontiacum zurückgebliebene Einheiten der Legion in den später erwähnten milites Armigeri auf, die bis in das 5. Jahrhundert unter dem Befehl des Dux Mogontiacensis als militärische Besatzung in Mogontiacum verblieben. Der alamannische Gaukönig Rando überfiel die Stadt Mogontiacum im Jahr 368, in der gerade ein Fest der christlichen Religion (vermutlich Ostern oder Pfingsten) gefeiert wurde. Da die Garnisonstruppen mit Kaiser Valentinian I. auf einem Feldzug waren, konnte Rando ungehindert Menschen und Hausrat rauben. In der Folge wurden grenznahe Städte befestigt und mehrere neue Kastelle (zum Beispiel Altrip) errichtet.